# Портников Віталій Едуардович
Віта́лій Едуа́рдович По́ртников (нар. 14 травня 1967, Київ) — український журналіст, публіцист, письменник, телеведучий, член Українського ПЕН, лауреат Національної премії України імені Тараса Шевченка (2023). Один з найвпливовіших українських медійників сучасності, на думку українського політичного журналу NV, який протягом понад 40 років висвітлює політичні процеси в Україні та на пострадянському просторі. Співпрацює з Радіо Свобода з 1990 року, є засновником і ведучим телепрограми «Політклуб», автором публіцистичної трилогії про становлення сучасної України.

## Біографія

### Ранні роки та освіта
Віталій Портников народився 14 травня 1967 року в Києві в єврейській інтелігентській родині. Батько, Едуард Петрович Портников, був економістом за освітою та працював директором магазину тканей у Києві, цікавився Ізраїлем і мав домашню бібліотеку з антисіоністською літературою, з якої син черпав інформацію про життя в Ізраїлі. Мати, Клара Абрамівна, працювала адвокатом.
Сімейне виховання відіграло ключову роль у формуванні майбутнього журналіста. В домі була велика бібліотека з творами єврейських письменників, а батьки завжди наголошували, що син, живучи в Україні, повинен знати українську мову. Єврейська культура була невід'ємною частиною життя: з 6-7 класу Віталій самостійно вивчав їдиш за уроками в журналі «Советиш геймланд».
У шкільні роки навчався спочатку в київській школі №53, потім в школі №41. У 1983 році, навчаючись у восьмому класі, розпочав журналістську діяльність — першу публікацію надрукувала латвійська газета «Jūrmala» (укр. Юрмала). Це було інтерв'ю з Данилом Граніним, яке допомогли опублікувати завдяки українському поету Михайлу Григорову. З підліткових років листувався з єврейськими письменниками Григорієм Кановичем та Абрамом Кацнельсоном.
У 1985 році не зміг вступити до київського вузу через систему етнічних квот у сфері вищої освіти, тому переїхав до Дніпропетровська. Там навчався на філологічному факультеті Дніпропетровського державного університету протягом трьох курсів (1985-1988). За словами самого Портникова, у студентські роки він був одним з небагатьох, хто розмовляв з викладачами українською мовою навіть на перервах, у 1986 році взяв інтерв'ю в Олеся Гончара про українську мову та культуру.
У 1988 році перевівся на факультет журналістики МДУ за спеціальною програмою для республіканських університетів. Того ж року співзаснував Товариство української культури «Славутич» у Москві та Український молодіжний клуб — перші громадські українські організації після знищення УНР. У 1990 році закінчив факультет журналістики МДУ, а в 1992 році — аспірантуру кафедри періодичної преси МДУ.

### Журналістська кар'єра
Професійну кар'єру Портников розпочав ще в студентські роки. З 1988 року співпрацював з київською газетою «Молодь України» як парламентський кореспондент,  ставши одним з перших радянських парламентських кореспондентів  і московським кореспондентом видання.
З 1989 року працював оглядачем «Независимой газеты»  в Москві, спеціалізуючись на висвітленні проблем союзних республік і пострадянського простору, особливо українсько-російських взаємин та становлення української державності.  У 1995 році залишив видання разом з групою журналістів, незгодних з передачею газети у власність структур, близьких до російського олігарха Бориса Березовського. 
З 1994 року регулярно публікується в газеті «Дзеркало тижня»,  де вів рубрику «Щоденники». Матеріали цієї рубрики згодом стали основою його першої книги «Богородиця у синагозі». У червні 2006 — жовтні 2007 року обіймав посаду шеф-редактора української щоденної газети «Газета 24». 

### Робота на телебаченні та радіо
З 1990 року співпрацює з Радіо Свобода  як кореспондент української служби в Москві.  1 січня 1992 року відбувся його перший ефір з офісу в Мюнхені.  Веде програми в різних службах радіостанції:  «Ім'я власне», «Час преси», «Время гостей».  Особливо відомою стала його програма «Дороги до свободи» російської редакції, присвячена Україні після Майдану і пострадянському простору.  Виступає в ефірі української, російської та білоруської служб. 
Телевізійна кар'єра розпочалася в середині 1990-х років. У 1995-1999 роках був ведучим програм «Вікна у світ» і «Вікна-тижневик» на СТБ.   Згодом вів програму «День сьомий» на ICTV та програму «VIP» на К-1 (2005).
У 2009-2011 роках вів програму «Правда Віталія Портникова» на телеканалі ТВі, у травні 2010 року став головним редактором каналу,  а в листопаді 2012 року — президентом телеканалу ТВі.
З листопада 2013 року веде програми на телеканалі «Еспресо». Найбільш знаковим проектом стала телевізійна дискусійна програма «Політклуб», засновником і ведучим якої він є. Програма здобула визнання та входить до числа відомих аналітичних передач українського телебачення.

## Міжнародна діяльність
Міжнародна кар'єра Портникова розпочалася ще в радянський час співпрацею з єврейськими виданнями «Советиш геймланд» і «Биробиджанер штерн» (їдиш). З 1989 року працював у московській «Независимой газете», де спеціалізувався на висвітленні проблем союзних республік і пострадянського простору.
Його експертиза з питань українсько-російських взаємин та пострадянської політики зробила його затребуваним аналітиком у міжнародних ЗМІ. Портников публікувався у виданнях Балтії («Бизнес и Балтия», «Телеграф» в Ризі, «Эстония«, «Postimees»), Польщі («Polityka», «Gazeta Wyborcza»), Білорусі та Ізраїлю.

## Нагороди та відзнаки
У 2023 році Віталій Портников став лауреатом Національної премії України імені Тараса Шевченка,  за «публіцистичні статті та виступи останніх років».
Цьому передувала тричі номінація на найвищу творчу відзнаку України у 2017, 2019 та 2023 роках. У 1989 році він отримав премію «Золоте перо» від Спілки журналістів України, у 1998 році — заохочувальну премію імені гетьмана Пилипа Орлика та звання «Журналіст року» в програмі «Людина року». 
У 2022 році отримав премію імені Василя Стуса за внесок в українську культуру та стійкість громадянської позиції.

## Громадська рецепція
Портников користується високим авторитетом у професійному середовищі та серед української громадськості. До його думки дослухаються американські та європейські експерти, колеги з журналістського середовища вважають його одним з найавторитетніших українських публіцистів.
Шевченківський комітет характеризував його як журналіста, який «відстоює український суверенітет, територіальну цілісність, демократичні традиції, примат державної мови, національну ідентичність».
1 листопада 2018 року постановою Уряду РФ були введені санкції проти 322 громадян України, серед яких був і Портников.
В січні 2025 року в соцмережах поширювався короткий вирваний з контексту з метою інфокампанії з дискредитації фрагмент інтерв'ю з Портниковим річної давності, де журналіст стверджує, що у демократичній державі за країну гине проста людина. Портников назвав це «фірмовим почерком ФСБ».

## Особисте життя
За даними новини ресурсу blik.ua, Віталій Портников розлучений, колишня дружина належала до впливової московської еліти. Однак про його особисте життя відомо дуже мало, а наявна інформація є фрагментарною та може бути ненадійною.

## Публікації та інтерв'ю
- Віталій Портников (31 жовтня 2013). Позиції російської мови на території України кращі, аніж української. Gazeta.ua (Інтерв'ю). Процитовано 15 грудня 2020.
- Віталій Портников (9 листопада 2016). Україна стане членом ЄС через 25-30 років (Інтерв'ю). Процитовано 15 грудня 2020.
- Віталій Портников (11 листопада 2016). Якщо журналіст пише про театр чи автомобілі, то хай не пише про Путіна (Інтерв'ю). Факти (ICTV). Процитовано 15 грудня 2020.
- Віталій Портников (14 листопада 2016). Якби люди прийняли мою програму дій, я зміг би очолити країну і перетворити її на Польщу за два роки. Високий замок (газета) (Інтерв'ю). Інтерв'юери: Наталія Балюк. Процитовано 15 грудня 2020.
- Віталій Портников (12 липня 2017). Через 5–10 років від журналістики залишиться тільки позиція. І люди, які цю позицію здатні транслювати. detector.media (Інтерв'ю). Інтерв'юери: Олена Холоденко. Процитовано 15 грудня 2020.
- Віталій Портников (21 лютого 2018). Що чекає Україну впродовж наступних десятиріч? Якою може бути ціна за мир на Донбасі? І як кланово-олігархічні інтереси впливають на майбутнє української демократії? (Інтерв'ю). UA: Перший. Процитовано 15 грудня 2020.
- Віталій Портников (3 червня 2018). У Путіна є три варіанти на Донбасі, а щодо Криму є лише один вихід. Апостроф (інтернет-видання) (Інтерв'ю). Процитовано 15 грудня 2020.
- Віталій Портников (5 червня 2018). Портников про журналістику в часи гібридної війни (Інтерв'ю). Інтерв'юери: Сергій Рахманін. Радіо НВ. Процитовано 15 грудня 2020.
- Віталій Портников (1 грудня 2018). Ті з кандидатів у президенти, хто зараз обіцяє знизити ціну на газ і закінчити війну або брешуть, або планують побудувати мафіозну державу, у якій всі ці обіцянки матимуть значні жертви... (Інтерв'ю). Інтерв'юери: Яніна Соколова. 5 канал. Процитовано 15 грудня 2020.
- Віталій Портников (20 травня 2019). Україну чекають захоплюючі роки криз (Інтерв'ю) (російською) . BBC Росія. Процитовано 15 грудня 2020.
- Віталій Портников (18 лютого 2020). Публіцист Віталій Портников у програмі "Час інтерв'ю" (Інтерв'ю) (російською) . Інтерв'юери: Gregory Antimony. Процитовано 15 грудня 2020.
- Віталій Портников (21 лютого 2020). Українська політична нація постала з образи. Збруч (газета) (Інтерв'ю). Інтерв'юери: Володимир Семків. Процитовано 15 грудня 2020.
- Віталій Портников (24 квітня 2020). Після кризи ми можемо не побачити ні Путіна, ні Зеленського. Крим.Реалії (Інтерв'ю). Процитовано 15 грудня 2020.
- Віталій Портников (11 червня 2020). Про президентство, Зеленського та майбутнє (Інтерв'ю). Інтерв'юери: Олексій Гончаренко. 5 канал. Процитовано 15 грудня 2020.
- Віталій Портников (4 вересня 2020). Крим і білоруси. Крим.Реалії (Інтерв'ю). Процитовано 15 грудня 2020.